# Crêt de la Neige
Crêt de la Neige  - literalmente a cresta da neve - com 1 720 m de altitude  é o mais alto cume das cordilheira do Jura, do departamento de l'Ain, da região Ródano-Alpes. Fica no País de Gex e é acessível a partir dos teleféricos que partem do Colo de la Faucille ou da comuna de Thoiry, comuna da qual faz parte.

## Turismo
O  Crêt de la Neige  é ao mesmo tempo o ponto culminante do parque natural regional do Alto-Jura.

## Panorama
Além da vista sobre a cidade de Genebra, Suíça e do Lago Léman tem-se uma visão panorâmica de primeira ordem sobre a cadeia dos Alpes e do Monte Branco.